# Cyclothone braueri
Cyclothone braueri é uma espécie de peixe pertencente à família Gonostomatidae.
A autoridade científica da espécie é Jespersen & Tåning, tendo sido descrita no ano de 1926.

## Portugal
Encontra-se presente em Portugal, onde é uma espécie nativa.

## Descrição
Trata-se de uma espécie marinha. Atinge os 3,8 cm de comprimento.